# Mican (Litoral)
Micán ist ein Ort im Norden der Provinz Litoral in Äquatorialguinea. Er liegt an einer wichtigen West-Ost-Verbindung, etwa 27 km östlich von Bata.

## Geographie
Der Ort liegt zwischen Machinda und Eyiyielon am Ostrand der Küstenebene.

## Klima
Nach dem Köppen-Geiger-System zeichnet sich Micán durch ein tropisches Klima mit der Kurzbezeichnung Am aus.